# Splesj
Splesj is een waterspeelpark in het Noord-Brabantse dorp Hoeven. Het is in 2000 opgericht, voorheen was het bekend als recreatiepark Bosbad Hoeven. Het is een onderdeel van Molecaten Park Bosbad Hoeven. 